# جون فلاهرتي
جون فلاهرتي (بالإنجليزية: John Flaherty) هو لاعب كرة قاعدة أمريكي، ولد في 21 أكتوبر 1967 في نيويورك في الولايات المتحدة.

## وصلات خارجية
- جون فلاهرتي على موقعبيزبول رفرنس.كوم (الدوري الرئيسي) (الإنجليزية)
- جون فلاهرتي على موقعبيزبول رفرنس.كوم (الدوري الثانوي) (الإنجليزية)